# Egitto ai Giochi della XXVII Olimpiade
L'Egitto partecipò ai Giochi della XXVII Olimpiade, svoltisi a Sydney, Australia, dal 15 settembre al 1º ottobre 2000, con una delegazione di 89 atleti impegnati in venti discipline.